# Ken Davitian
Kenneth "Ken" Davitian (em armênio/arménio:  Գեղամ Դավթյան, Geğam Davt'yan; Los Angeles, 19 de junho de 1953) é um ator americano, conhecido por seu papel como o produtor de Borat, Azamat Bagatov, na comédia Borat: Cultural Learnings of America for Make Benefit Glorious Nation of Kazakhstan, de 2006, na qual ele fala em armênio (o dialeto oriental), durante todo o filme.
Interpreta também Xerxes I no filme Meet the Spartans, paródia de 300; ao contrário do Xerxes vivido pelo ator brasileiro Rodrigo Santoro, alto e esbelto, seu Xerxes é gordo e de baixa estatura.

## Carreira

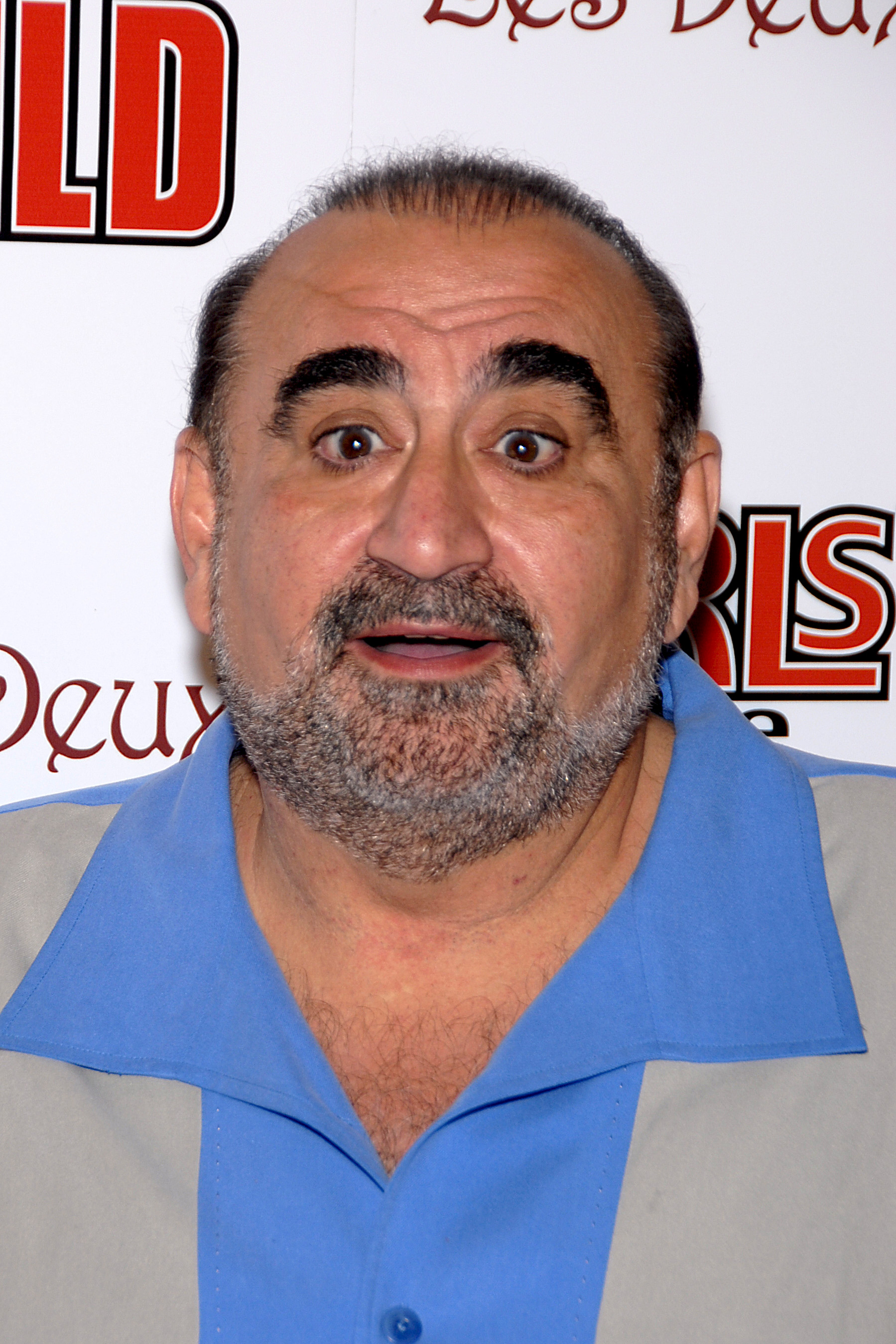
Ken Davitian

| Year | Título                                                                              | Título em português | Papel                 |
| 1991 | Bikini Summer                                                                       |                     | Max                   |
| 1999 | Shandra The Jungle Girl                                                             |                     | Diego                 |
| 2000 | Our Lips Are Sealed                                                                 |                     | Mafioso               |
| 2002 | The Shield                                                                          |                     | Mafioso armênio       |
| 2002 | May                                                                                 |                     | Médico estrangeiro    |
| 2003 | S.W.A.T.                                                                            |                     | Tio Martin Gascoigne  |
| 2003 | Holes                                                                               |                     | Igor Barkov           |
| 2003 | A Man Apart                                                                         |                     | Ramon Cadena          |
| 2006 | Borat: Cultural Learnings of America for Make Benefit Glorious Nation of Kazakhstan |                     | Azamat Bagatov        |
| 2007 | South of Pico                                                                       |                     | Nick                  |
| 2007 | Lucky You                                                                           |                     | Poker Player          |
| 2008 | Meet the Spartans                                                                   |                     | Xerxes I              |
| 2008 | Get Smart                                                                           |                     | Starker               |
| 2008 | Soul Men                                                                            |                     | Ardesh Kezian         |
| 2009 | Chuck                                                                               |                     | 'Tio' Bernie          |
| 2009 | Lonely Street                                                                       |                     | Proprietário do motel |
| 2009 | Not Forgotten                                                                       |                     | Padre Salinas         |
| 2011 | The Cape                                                                            |                     | Proprietário da loja  |
| 2011 | The Artist                                                                          |                     | Leiloeiro             |